# Anne Savage, Baroness Berkeley
Anne Savage, Baroness Berkeley, död 1564, var en engelsk hovfunktionär.   Hon var hovdam till Englands drottning Anne Boleyn.
Hon var dotter till John Savage, Sheriff of Worcestershire, och Anne Bostock. 
Hon beskrivs som en förtrogen vän till Anne Boleyn från tiden före hennes giftermål, och tillhörde den lilla intima krets på fem personer som tjänstgjorde som bröllopsvittnen när Henrik VIII gifte sig med Anne Boleyn i januari 1533. Hon utnämndes sedan till hovdam åt drottning Anne Boleyn. Hon gifte sig i april 1533 med Thomas Berkeley, 6th Baron Berkeley. Det har påståtts att bröllopet arrangerades som tack för hennes tjänstgöring som bröllopsvittne. 
Anne Savage beskrivs som en "maskulin" kvinna som inte drog sig för att blanda sig i rättsliga processer för att försvara sina ekonomiska rättigheter sedan hennes make avled 1534. Anne Boleyns krets är känd för sina protestantiska sympatier, men Anne Savage personligen var en övertygad katolik. 